# Джульфа (станция, Азербайджан)
Джульфа́ (азерб. Culfa) — узловая железнодорожная станция, расположена в городе Джульфе на территории эксклава Нахичеванская АР в составе Азербайджана, вблизи с государственной границей с Ираном.

## Краткая характеристика
Расположена в азербайджанской части города Джульфы, недалеко от железнодорожного моста через реку Аракс и государственной границы Азербайджана и Ирана. Обслуживается Нахичеванской дирекцией (азерб. Naxçıvan Dəmir Yolları) Азербайджанских железных дорог.
Крупный транспортный приграничный железнодорожный узел. В границах станции расположено локомотивное депо (ТЧ-6 Джульфа). Тяговые плечи обслуживаются локомотивами ВЛ8, 2ТЭ10М, 3ТЭ10М, ЧМЭ3.
Имеется вагонное депо (участок). Все пассажирские составы, курсирующие по территории НАР и в международном сообщении до Ирана обслуживаются в Джульфе. Станция была электрифицирована в 1988 году постоянным током напряжением 3 кВ. Работы были завершены параллельно с запуском электротяги на линии Ильичёвск — Джульфа.
По состоянию на апрель 2018 года, прямое железнодорожное сообщение с континентальным Азербайджаном отсутствует, участок линии до Баку между Ордубадом и Горадизом был разрушен во время Первой карабахской войны в 1991—1994 годах.

## Пассажирское движение
Через станцию следует небольшое количество пассажирских поездов. Несколько раз в неделю проходит скорый поезд № 15/16 международным сообщением Нахичевань — Тебриз — Тегеран — Мешхед азербайджанского формирования.
После завершения строительства нового пассажирского вокзала и реконструкции путевого хозяйства на железнодорожной станции Ордубад в апреле 2018 года, на местном маршруте Шарур — Нахичевань — Ордубад были запущены пассажирские поезда с новыми комфортабельными вагонами.
До недавнего времени этот маршрут обслуживал поезд, состоявший из локомотива (3ТЭ10М), нескольких общих и одного товарного вагона советского производства.

### Направления и расписания
| Перевозчик                      | Дистанция               | Направления и расписание |
| ------------------------------- | ----------------------- | ------------------------ |
| Азербайджанские железные дороги | Международное сообщение | ADY                      |

## История
На протяжении всего XIX века Россия активно отстаивала геополитические интересы на Кавказе. Обеспечение безопасности своих южных границ и быстрая организация плацдармов, в случае масштабных боевых действий в регионе, требовали от российского правительства создания разветвлённой сети железных дорог. Особое внимание во внешней политие империи уделялось отношениям с Персией.

Ожидать борьбы Персии с Россией один на один, конечно немыслимо. Но, в случае коалиции из враждебных нам Европейских государств и Турции, правители Персии деньгами, блестящими обещаниями, а то и угрозами могут быть вовлечены в войну с нами.— Л. К. Артамонов «Персия, как наш противник в Закавказьи»; 1889 .
По Туркманчайскому мирному договору 1828 года, установившему по реке Аракс русско-персидскую границу, южная часть Джульфы осталась за Персией а северная её часть отошла к России и именовалась как Джульфа-Русская.

### Строительство железной дороги до границы с Персией
К изысканиям и строительству железной дороги нормальной колеи от Тифлиса до персидской границы приступили в мае 1895 года. План строительства предполагал возведение этой наиважнейшей для Российской империи стратегической магистрали в три этапа.
Участок от Тифлиса до Александрополя с ответвлением до города Карса был построен и передан в эксплуатацию управлению Закавказских железных дорог 1 (13) декабря 1899 года. Сразу после этого, началось строительство второго участка от Александрополя до Улуханлу с ответвлением до Эривани который был завершён строительством и передан эксплуатанту 6 (19) декабря 1902 года.
К сооружению третьего участка от Улуханлу до приграничной Джульфа-Русской на берегу Аракса приступили после проведения изысканий лишь в конце 1903 года.
20 января (2 февраля) 1908 года было торжественно открыто правильное движение поездов на всём протяжении пути от Тифлиса до Джульфы на российско-персидской границе. Общая протяжённость дороги с ответвлениями до Карса и Эривани составила 601 версту. Постройка всех участков проводилась под руководством начальника работ инженера Е. Д. Вурцеля.

### Джульфа-Тавризская железная дорога
Туркестан, Афганистан, Каспийский регион, Персия – у многих эти слова вызывают ощущение отдаленности, или воспоминание о странных превратностях, или отголоски умирающего романа. Для меня, признаюсь, они – шахматные фигуры на доске, где идет игра за мировое господство.Джордж Керзон 
Первая концессия на проектирование и строительство железной дороги от русской Джульфы до персидского Тавриза была получена в 1874 году русским инженером, генерал-майором Адольфом Даниловичем Фалькенгагеном, но разрешение на строительство было отозвано, поскольку выяснилось, что исключительными правами на строительство железных дорог в Персии обладал Юлиус Рейтер.
Этот факт вызвал в правительстве и предпринимательских кругах России и Персии протест и шах был вынужден отменить соглашение 1872 года под предлогом несоблюдения взятых Рейтером на себя обязательств. Острая борьба за концессии на строительство железных дорог в Персии шла между представителями Великобритании, Франции и России, но ни один проект тогда реализован не был.
В 1891 году директор общей канцелярии министерства финансов и сподвижник Сергея Витте Пётр Романов издал монографию, в которой детально обосновал необходимость соединения Закавказских железных дорог с персидским Тавризом, откуда можно было продлить путь до Тегерана и далее в Мешхед, Хамадан, Исфахан. Впоследствии Романов активно лоббировал в российском правительстве проекты постройки автомобильной и железной дорог до Тавриза.
В 1907 году была подписана британско-российская декларация «О разделе сфер влияния на Востоке», по которой территории Иранского Курдистана отходили в зону контроля и ответственности России. К тому же, заметно активизировалась борьба между Россией и Германией за политическое и экономическое влияние в Персии и особенно в северо-восточных и северных её провинциях.
В том же 1907 году, в русской Джульфе было построено первое здание пограничного контрольно-пропускного пункта. Джульфинская таможенная контора при министерстве финансов была учреждена ещё в начале XIX века. Так, в 1891 году через Джульфинскую таможню вывезено из России товаров на сумму 251 264 рублей, а ввезено из Персии на 1 114 427 рублей.
С восшествием на персидский престол Мохаммед Али-шаха, Россия заметно расширяет зоны своего присутствия в регионе. Был достигнут ряд договорённостей, среди которых и реализация соглашений о строительстве железной дороги от Джульфа-Русской до Тавриза, ставшего к тому времени одним из центров персидской революции.

Полагаю, что покровительство и дальнейшее расширение русского землевладения в Персии является одной из самых главных задач наших здесь как по соображениям политическим, так и экономическим— Поверенный в делах России в Тегеране Е. В. Саблин .

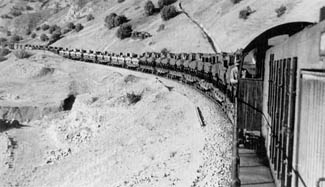
Поезд, идущий по трансиранскому маршруту. Иран. 1942—1943 гг.

В 1908 году было создано Общество Тавризской железной дороги, одним из учредителей которого выступил Учётно-ссудный банк Персии. Начались изыскания и строительство железнодорожной линии на персидской территории. Строительство дороги велось в непростых условиях:

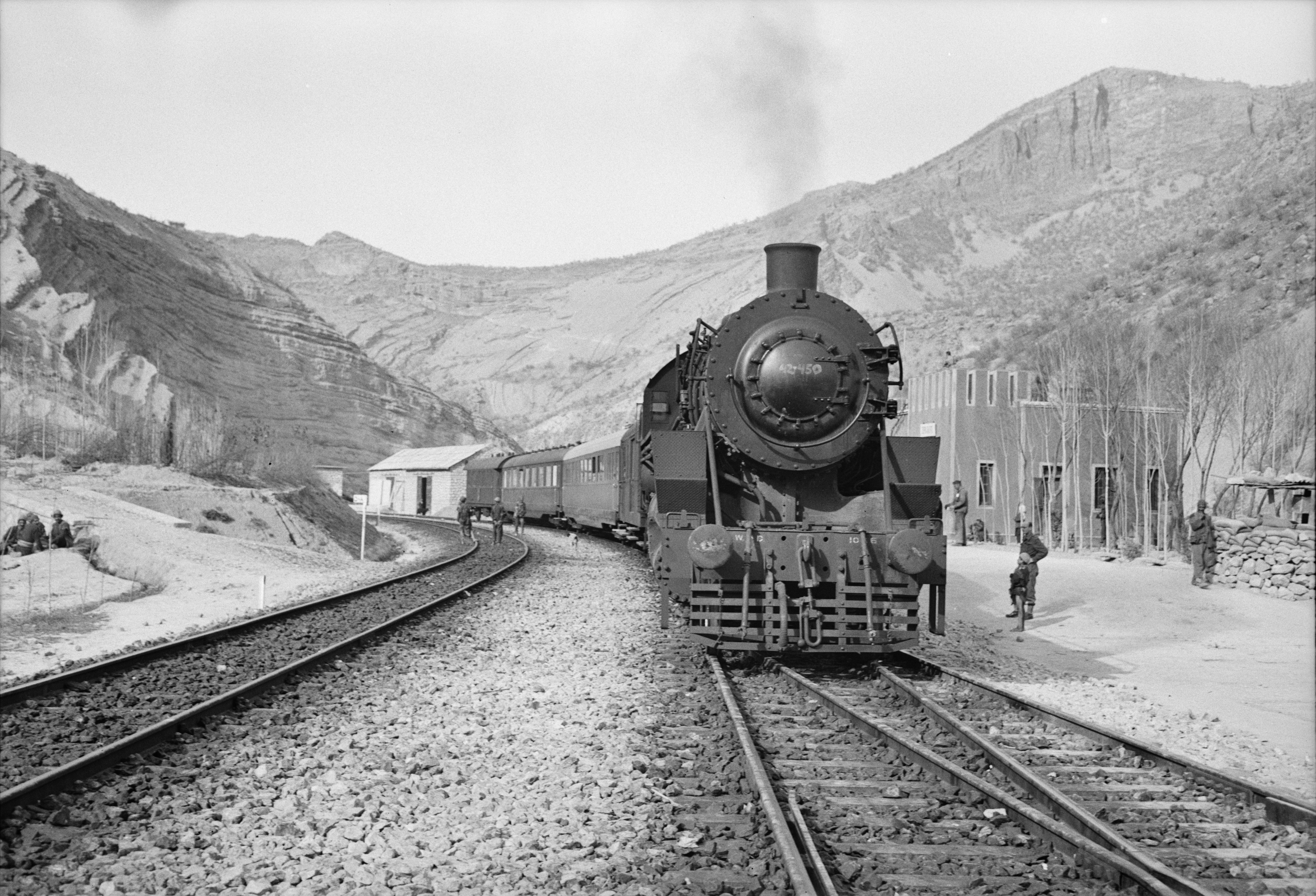
Американский состав с грузами для России, Иран 1943 г.

В 1909—1913 годах против русских экспедиционных войск и концессионеров в Персии выступали отряды кочевых и полукочевых племён шахсевенов и иранских курдов, живших за счёт грабежей и разбоев на торговых путях. В Иранском Азербайджане были отмечены случаи вооружённых столкновений с революционерами — фидаями.
С началом Первой мировой войны и открытием Кавказского фронта, главными противниками кавалерийского экспедиционного корпуса генерал-лейтенанта Н. Н. Баратова в Персии становятся части регулярной турецкой армии, руководимые германскими военными советниками. Турки наступали с территории Месопотамии и с гор Турецкого Курдистана. Тем не менее, дорога к концу 1914 года была уже почти построена и к 1915 году сдана в промышленную эксплуатацию.
Официальной датой открытия дороги считается 1916 год, однако рабочее движение от Джульфа-Русской до Тавриза было открыто в 1915 году и утверждено «Положение о временном движении». Общая длина пути от Джульфа-Русской до Тебриза составила примерно 150 километров.
26 февраля 1921 года, согласно договору о дружбе» между РСФСР и Персией, участок пути от государственной границы до Тебриза был безвозмездно передан большевиками в полную и исключительную собственность иранскому народу.
Персидский железнодорожный коридор по маршруту Тегеран — Тебриз — Джульфа сыграл важную роль в поставках вооружения, военной техники по ленд-лизу и стратегического сырья во время Великой Отечественной войны.
В 1956 году, с началом боевых действий между Израилем и Египтом Суэцкий канал был закрыт для прохода гражданских судов и грузопоток через станцию заметно вырос. Большинство грузов составляли европейские товары, станки и оборудование, предназначенные для восточных рынков. В 1950-х годах шла активная работа по организации пассажирских перевозок между СССР и Ираном через Джульфу. В эти годы укрепляются и расширяются таможенный и пограничный пункты пропуска через государственную границу, реконструируется путевое хозяйство.

### Джульфа — Алят — Баку
В начале 1920-х годов остро встал вопрос о возобновлении строительства железной дороги, которая бы связала между собой населённые пункты, расположенные на государственной границе с Персией, а также столицу Азербайджанской ССР город Баку с населёнными пунктами Нахичеванской АССР и столицей Армянской ССР городом Эриванью по кратчайшему маршруту.
К изысканиям и строительству Алят-Джульфинской (Джульфа-Бакинской) железной дороги приступили ещё в 1916 году, но вскоре работы были прекращены — помешали войны и революции. В 1922 году изыскания и строительство возобновили на средства НСР. В декабре 1924 года строительство и дорога перешли в полное ведение НКПС СССР.
Участок от Алята до Минджевани был запущен в промышленную эксплуатацию в 1936 году, стоимость работ оценивалась в 22 млн рублей (1932). От Джульфы до Минджевани — в 1941 году.
Начиная с 1944 года, по этому маршруту регулярно курсировал поезд сообщением Баку — Ереван. В советский период в состав этих поездов включались международные беспересадочные вагоны сообщением Москва — Ереван — Тегеран и Москва — Баку — Тегеран.
В настоящее время участок пути на этой линии между станциями Ордубад и Горадиз почти полностью разобран, движение отсутствует.

## Коммерческие операции, выполняемые на станции
- Продажа пассажирских билетов. Прием и выдача багажа.
- Приём и выдача повагонных отправок грузов на открытых площадках.
- Приём, хранение, отправка и выдача повагонных отправок грузов (крытые склады)[35].

### Комментарии
1. ↑  С 1942 по 1989 годы — на железнодорожной линии Баку-Ереван [3]
2. ↑  Некоторые здания застав, если внимательно присмотреться, вообще представляют собой некое изысканное архитектурное сооружение. А здание, занимаемое контрольно-пропускным пунктом «Джульфа» построено аж в 1907 году. При этом качество всех построек таково, что за десятилетия не нуждались в ремонте.[17]

## Статьи и публикации
- Борисов И. Н. Начатые линии должны быть закончены: беседа с замнаркомпути И. Н. Борисовым // Гудок : газетв. — 1925. — 10 ноября.
- Корнеев Л. И. В Закавказье // Гудок : газета. — 2007. — 22 сентября (№ 37).
- Корниловский А. С. Иранский Курдистан в русско-германских отношениях накануне Первой мировой войны // Вестник Томского государственного университета. — 2016. — № 411. — С. 69—77. — doi:10.17223/15617793/411/10.
- Малышева Г. Е. «Открытие Тавризской железной дороги». Восстановление первоначального монтажа фильма Скобелевского комитета. 1914 г. // Вестник архивиста : Российский историко-архивоведческий журнал. — 2010. — 14 октября. — ISSN 2073-0101.

## Внешние медиафайлы
- «Скобелевский комитет» (РГАКФД; Уч. Nr. 745) (1914). «Открытие Тавризской железной дороги», строившейся русскими рабочими: движение первого поезда по железной дороге; прибытие русской военной делегации во главе с генералом Н. Н. Янушкевичем в Джульфез-Русскую; джигитовка персидских войск в присутствии русских гостей; мост через реку Аракс.  04:14 мин. Скобелевский комитет. {{cite episode}}: |series= пропущен или пуст (справка)
- Отправление поезда Нахичевань-Мешхед на YouTube, 2017